# Bacteria nigrolineata
Bacteria nigrolineata är en insektsart som först beskrevs av Brunner von Wattenwyl 1907.  Bacteria nigrolineata ingår i släktet Bacteria och familjen Diapheromeridae. Inga underarter finns listade.